# Ty Dellandrea
Ty Dellandrea, född 21 juli 2000, är en kanadensisk professionell ishockeyforward som spelar för Dallas Stars i National Hockey League (NHL). Han har tidigare spelat för JYP i Liiga; Texas Stars i American Hockey League (AHL) samt Flint Firebirds i Ontario Hockey League (OHL).
Dellandrea draftades av Dallas Stars i första rundan i 2018 års draft som 13:e spelare totalt.

## Statistik
| 2014–2015  | Central Ontario Wolves | ETA        | 33  | 18 | 17  | 35  | 38  | — | — | — | — | — |
| 2015–2016  | Central Ontario Wolves | ETA        | 36  | 36 | 21  | 57  | 52  | — | — | — | — | — |
|            | Whitby Fury            | OJHL       | 1   | 0  | 0   | 0   | 0   | 3 | 2 | 4 | 6 | 0 |
| 2016–2017  | Flint Firebirds        | OHL        | 57  | 13 | 11  | 24  | 26  | 5 | 0 | 1 | 1 | 0 |
| 2017–2018  | Flint Firebirds        | OHL        | 67  | 27 | 32  | 59  | 48  | — | — | — | — | — |
| 2018–2019  | Flint Firebirds        | OHL        | 60  | 22 | 41  | 63  | 51  | — | — | — | — | — |
|            | Texas Stars            | AHL        | 11  | 2  | 1   | 3   | 4   | — | — | — | — | — |
| 2019–2020  | Flint Firebirds        | OHL        | 47  | 32 | 38  | 70  | 33  | — | — | — | — | — |
| 2020–2021  | Dallas Stars           | NHL        | 1   | 0  | 0   | 0   | 2   | — | — | — | — | — |
|            | JYP                    | Liiga      | 6   | 2  | 1   | 3   | 2   | — | — | — | — | — |
| NHL totalt | NHL totalt             | NHL totalt | 1   | 0  | 0   | 0   | 2   | — | — | — | — | — |
| OHL totalt | OHL totalt             | OHL totalt | 231 | 94 | 122 | 216 | 158 | 5 | 0 | 1 | 1 | 0 |

### Internationellt
| Källa: Uppdaterad: 2021-01-24 | Källa: Uppdaterad: 2021-01-24 | Källa: Uppdaterad: 2021-01-24 |         | Utv = Utvisningsminuter | Utv = Utvisningsminuter | Utv = Utvisningsminuter | Utv = Utvisningsminuter | Utv = Utvisningsminuter |
| År                            | Lag                           | Mästerskap                    | Matcher | Mål                     | Assists                 | Poäng                   | Utv                     |                         |
| ----------------------------- | ----------------------------- | ----------------------------- | ------- | ----------------------- | ----------------------- | ----------------------- | ----------------------- | ----------------------- |
| 2017                          | Kanada                        | U18-VM                        | 5       | 0                       | 0                       | 0                       | 0                       |                         |
| 2017                          | Kanada                        | Ivan Hlinka                   | 5       | 0                       | 0                       | 0                       | 4                       |                         |
| 2018                          | Kanada                        | U18-VM                        | 5       | 2                       | 3                       | 5                       | 4                       |                         |
| 2020                          | Kanada                        | JVM                           | 7       | 3                       | 2                       | 5                       | 6                       |                         |
| Junior totalt                 | Junior totalt                 | Junior totalt                 | 22      | 5                       | 5                       | 10                      | 14                      |                         |